# Controfacciata

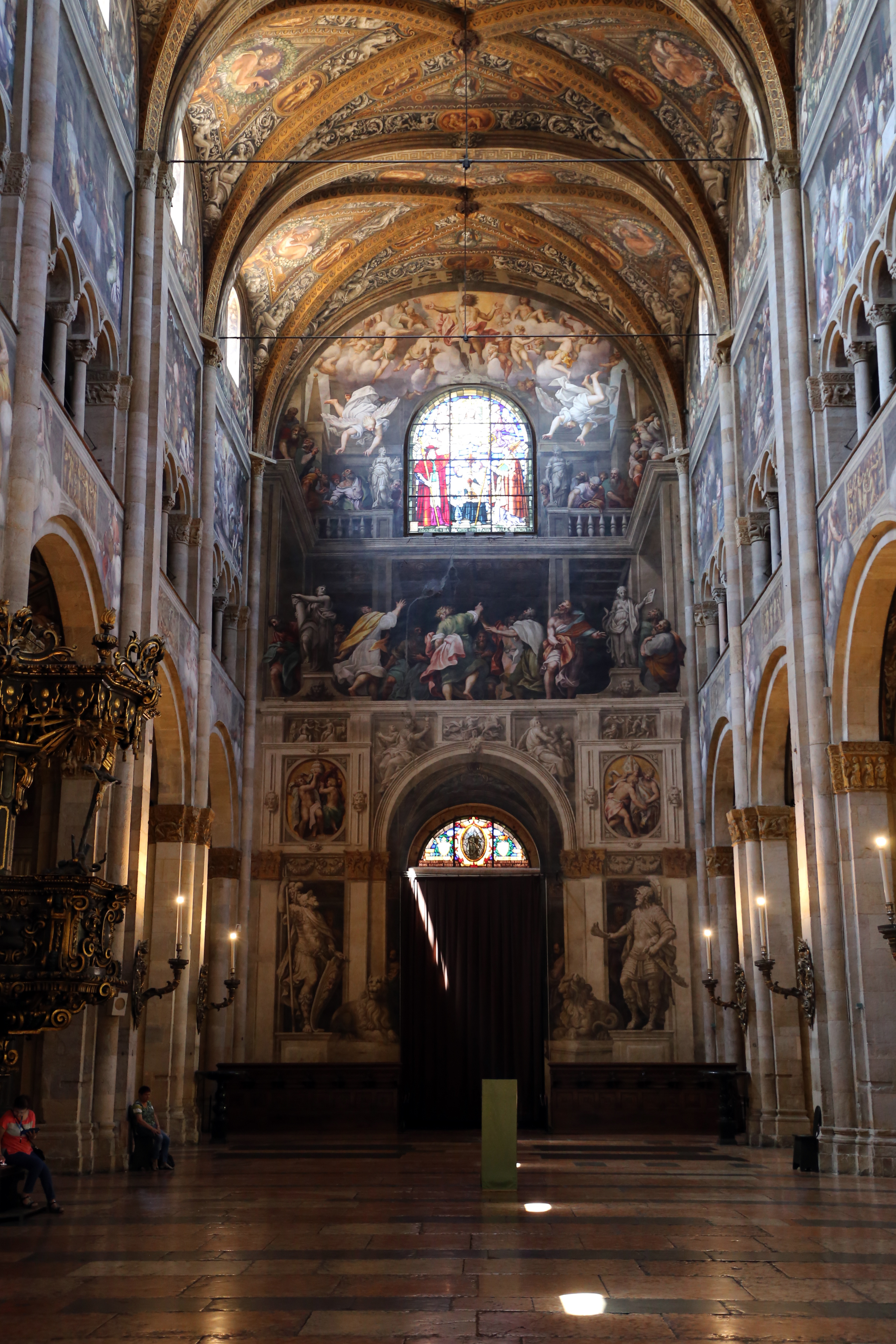
La controfacciata del Duomo di Parma

La controfacciata è, soprattutto nell'architettura chiesastica, la parete interna dell'edificio che si trova dietro la facciata. 
Spesso decorata da monumenti sepolcrali, affreschi o anche dalle acquasantiere, può essere interrotta da un coro rialzato, qualora nella chiesa fossero soliti assistere ordini monastici di clausura, oppure da una terrazza, magari dove si può trovare l'organo. Vi si può aprire il rosone o altre finestre; vi si trovano inoltre spesso i portali d'accesso.

## Galleria d'immagini

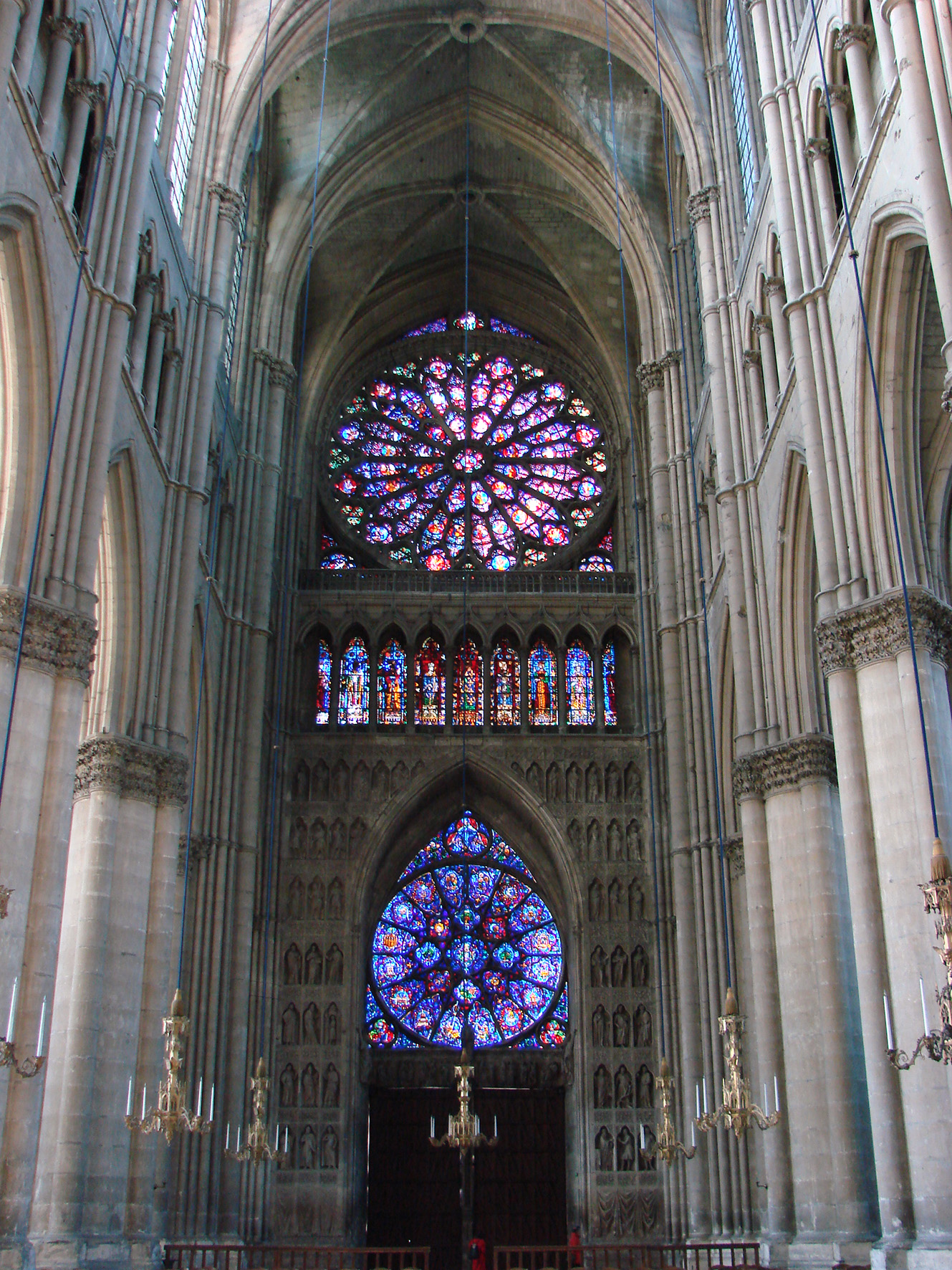
Cattedrale di Reims, Francia.
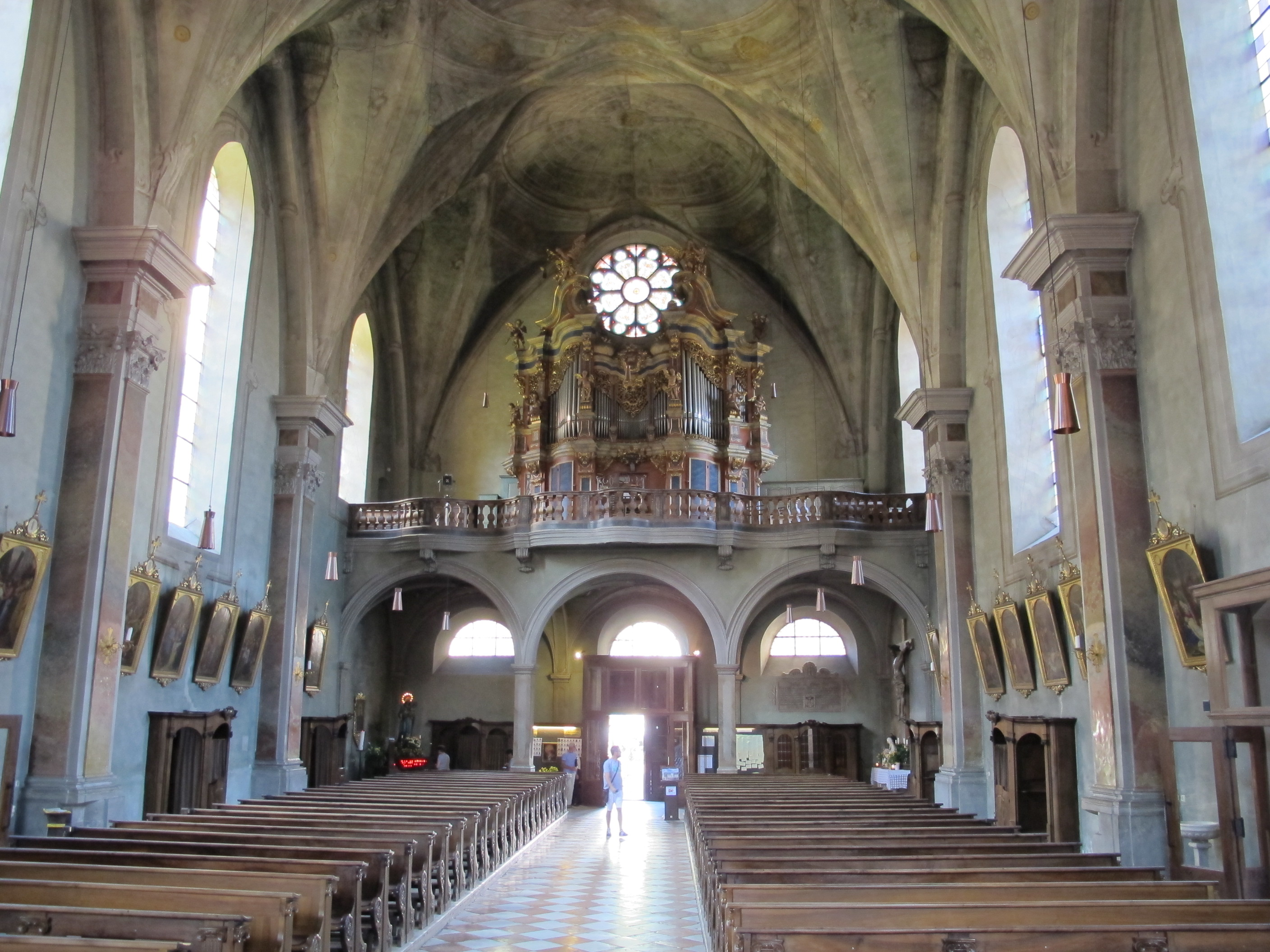
San Michele, Bressanone
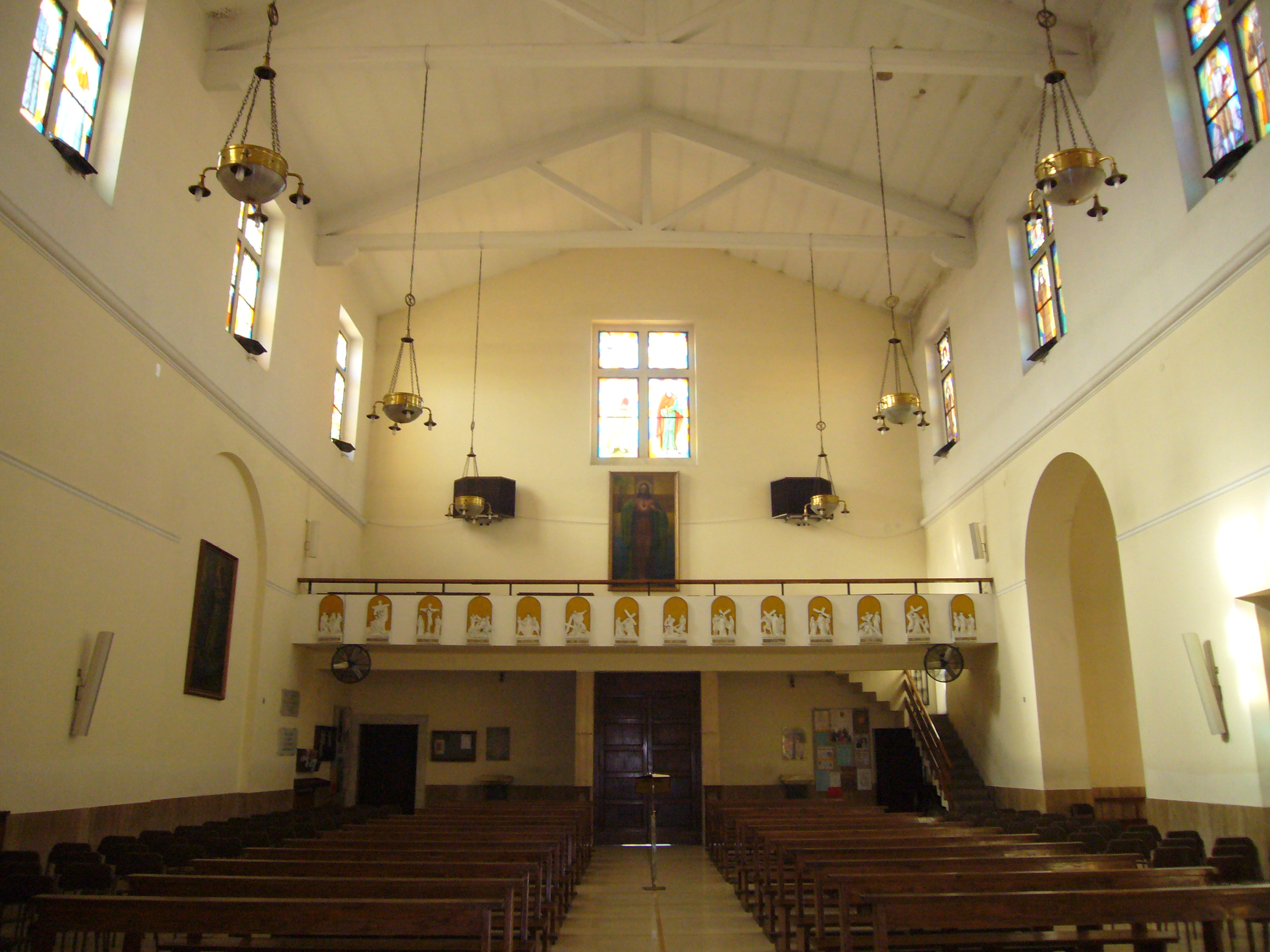
San Giustino, Roma
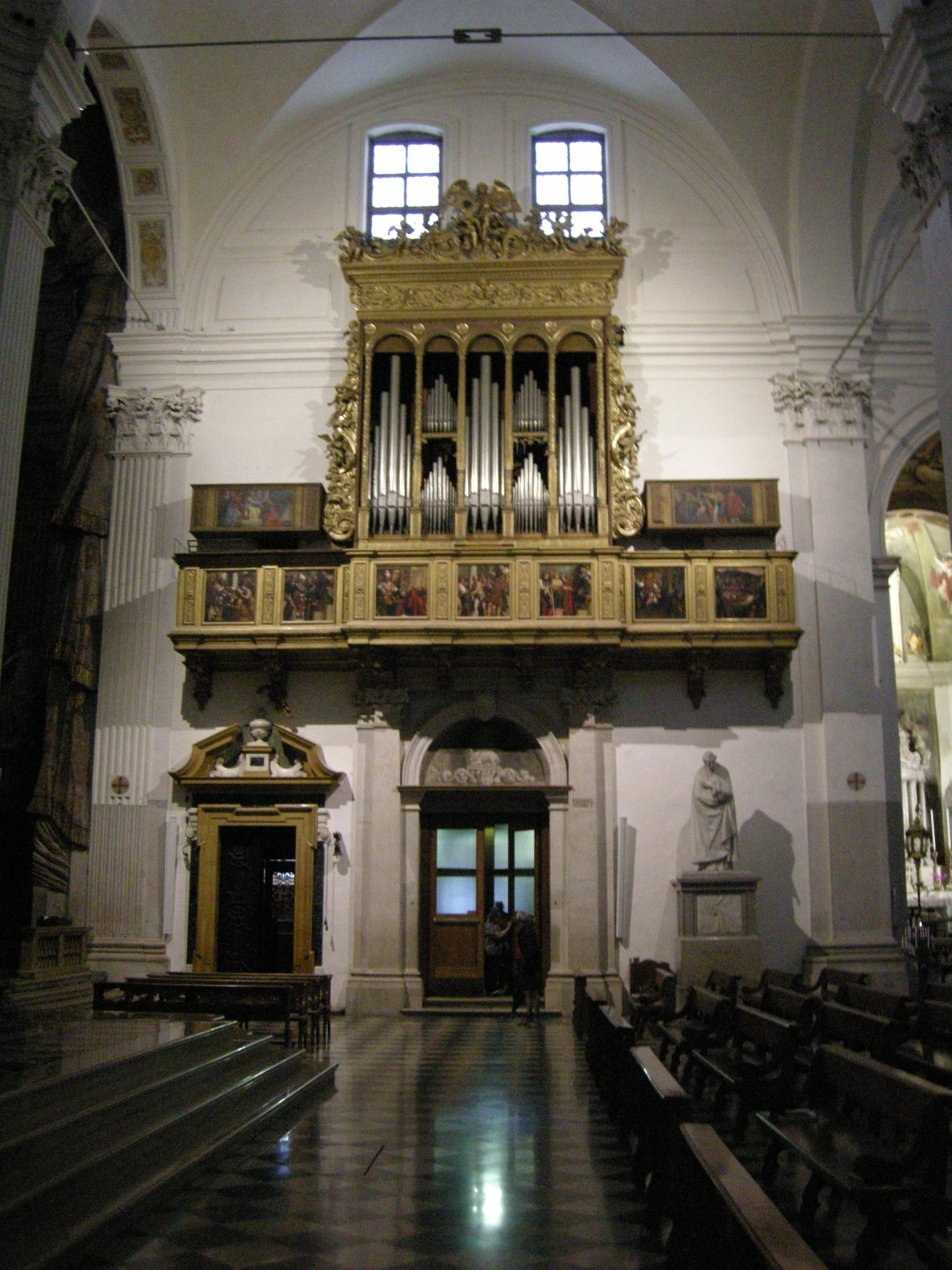
Duomo di Udine
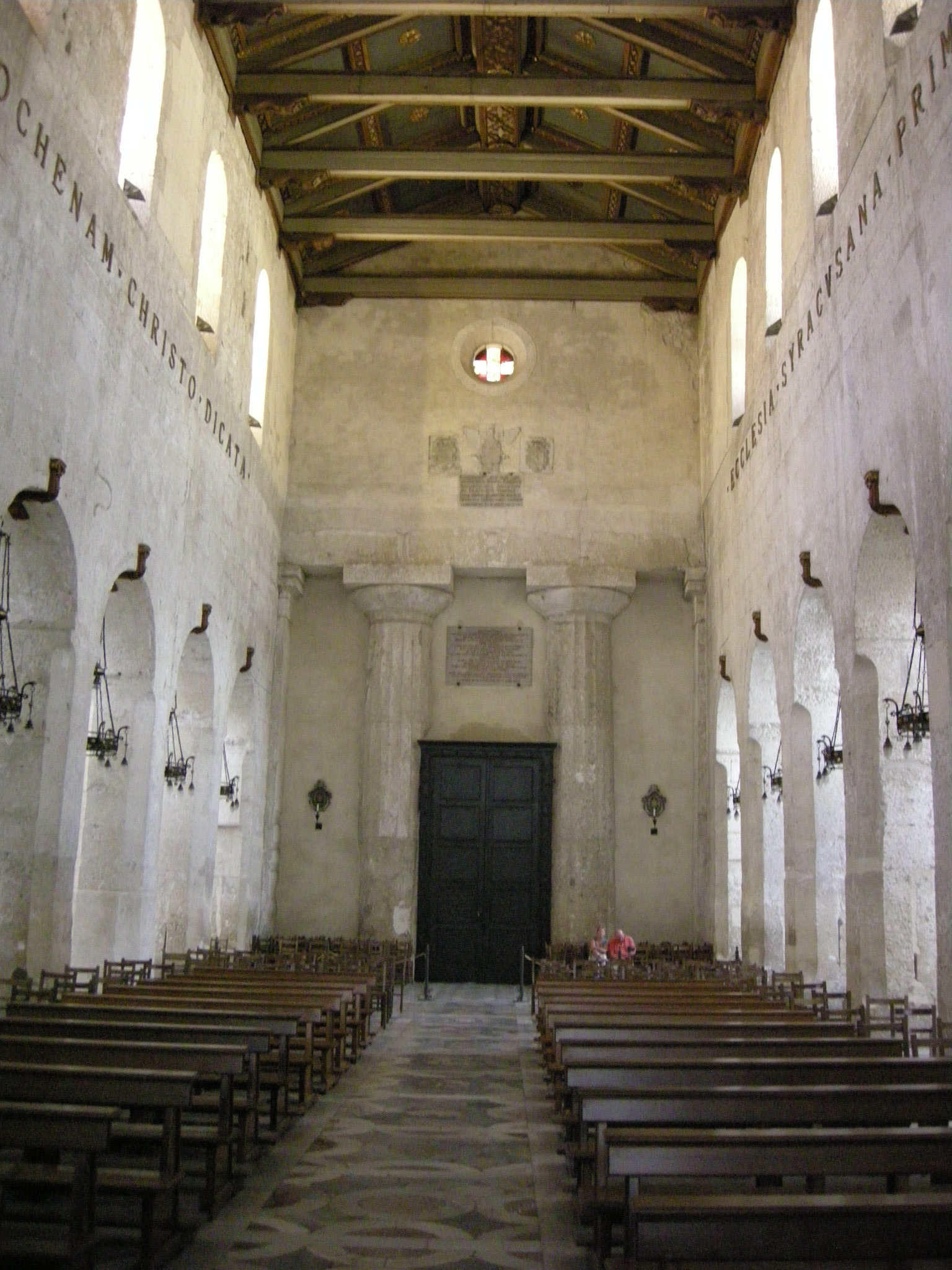
Duomo di Siracusa
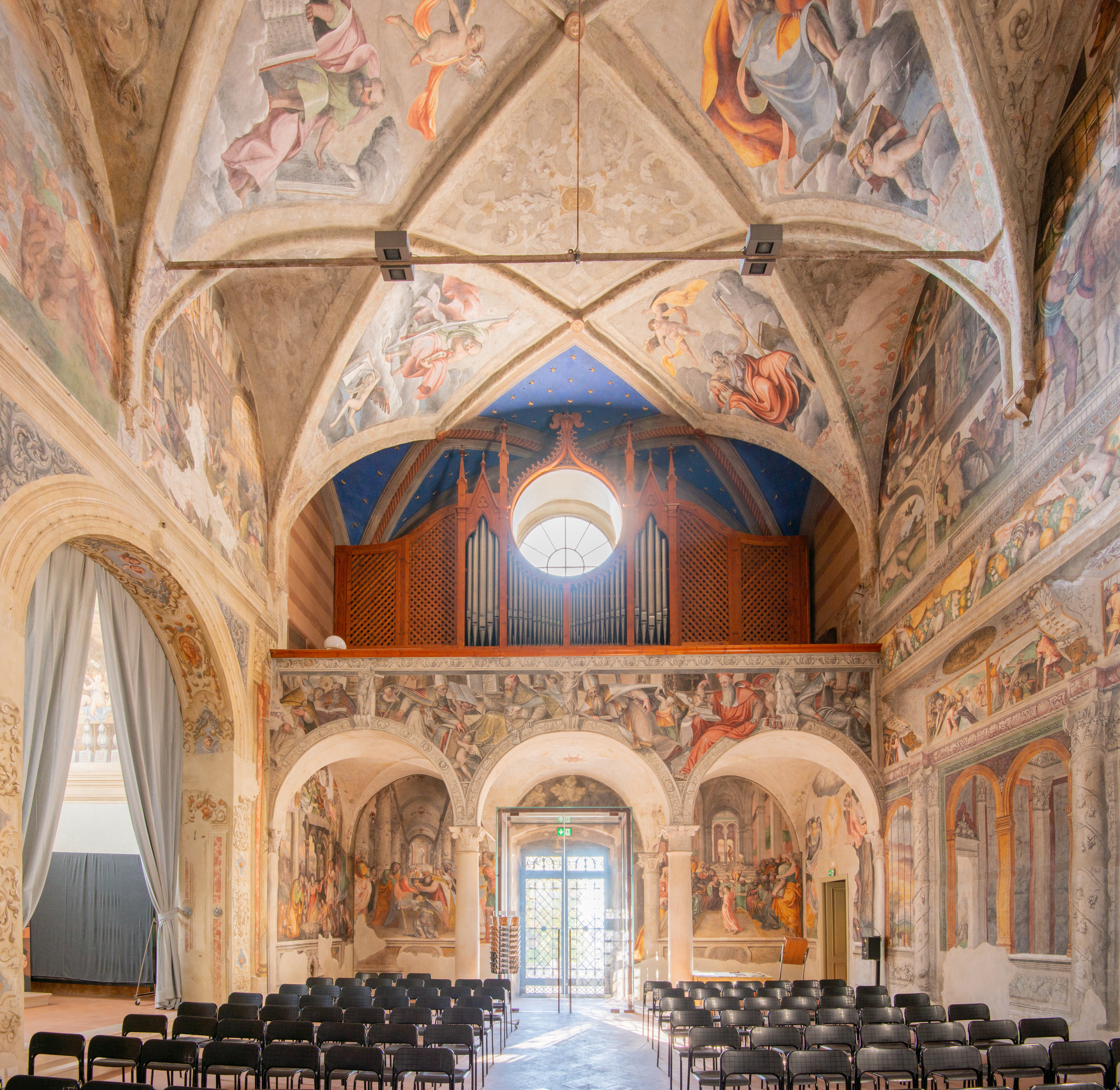
Chiesa Santo Corpo di Cristo a Brescia